# فرانكي رايت
فرانكي رايت (بالإنجليزية: Frankie Wright)‏ هو منافس ألعاب قوى أمريكي، ولد في 1 فبراير 1985.

## وصلات خارجية
- فرانكي رايت على موقع الاتحاد الدولي لألعاب القوى (الإنجليزية)